# Trabrooksia
Trabrooksia applanata — вид грибів, що належить до монотипового роду  Trabrooksia.